# The Heart Wants What It Wants
"The Heart Wants What It Wants" é uma canção da atriz e cantora estadunidense Selena Gomez, gravada para sua primeira coletânea de grandes êxitos, For You (2014). Foi escrita pela intérprete, Antonina Armato, Tim James e David Jost, sendo produzida por Rock Mafia. A canção foi lançada como primeiro single da coletânea através da gravadora Hollywood em 06 de novembro de 2014.
Em termos de desempenho comercial, "The Heart Wants What It Wants" vendeu 120 mil downloads pagos em sua semana de lançamento nos Estados Unidos, sendo até então sua maior semana de estréia a nível de vendas em carreira solo. Porém, em 2015, seu novo single "Good For You" superou e vendeu 179 mil downloads pagos na semana de estréia.
Na Billboard Hot 100, a canção foi a segunda da carreira de Gomez a entrar no top 10, ao atingir a 6° posição, um feito alcançado até então apenas por Come & Get It, em 2013.
A canção foi apresentada na 42° edição do American Music Awards, onde Gomez emocionou todos que estavam presentes na premiação.
O videoclipe foi dirigido por Dawn Shadforth e lançado juntamente com a canção. O clipe mostra Selena falando sobre o amor e, pelo que tudo indica, comentando a conturbada relação com o cantor canadense Justin Bieber. Atualmente, o videoclipe possui mais de 777 milhões de visualizações.

## Antecedentes e produção
Gomez começou sua carreira musical em 2007 com a trilha sonora da série The Wizards of Waverly Place. No ano seguinte, ela assinou um contrato discográfico com a Hollywood Records e formou sua banda Selena Gomez & the Scene. O grupo lançou três álbuns de estúdio ao longo de sua carreira, que tornaram-se comercialmente bem sucedidos e lançaram diversos singles de sucesso. A banda anunciou um hiato em 2012, com a cantora lançando Stars Dance, seu álbum de estreia em carreira solo, no ano seguinte. O primeiro foco de promoção do trabalho foi "Come & Get It", que foi comercialmente bem sucedida em diversos países. Embora as duas primeiras faixas de trabalho do disco terem sido bem sucedidas, o projeto não recebeu um terceiro single, bem como uma forte divulgação. Após estes eventos, a artista contratou um novo empresário e, posteriormente, assinou um novo acordo com a Interscope.
Rumores de que Selena lançaria um álbum de grandes êxitos iniciaram-se em julho de 2014. Mais tarde, foi anunciado que o material marcaria o último lançamento da intérprete sob o selo da Hollywood. O álbum foi confirmado em 17 de outubro através da página oficial da Universal Music Group, onde apareceu como um futuro lançamento. A página revelou a data de lançamento do disco, e confirmou que duas novas canções seriam incluídas no trabalho. Apesar disso, tanto Gomez como a Hollywood confirmaram o lançamento do álbum publicamente. A lista de faixas foi revelada em 31 de outubro seguinte através da versão francesa da loja Amazon, que divulgou o álbum temporariamente. For You foi oficialmente confirmado pela cantora em 6 de novembro, quando o disco foi disponibilizado em pré-venda através de lojas digitais. A artista revelou que o primeiro single do álbum seria lançado três vezes anteriormente, porém sua distribuição foi adiada diversas vezes por circunstâncias diferentes.

## Performances ao vivo
Gomez apresentou a canção pela primeira vez na entrega do prêmio American Music Awards no dia 23 de Novembro de 2014. Gomez usou apenas a voz em sua performance que arrancou lágrimas da cantora Taylor Swift, que é amiga pessoal de Gomez. A canção vendeu 1 milhão e 350 mil cópias somente nos Estados unidos, Mundialmente a canção chega a 1 milhão e 700 míl cópias.

## Prêmios e indicações
| Ano  | Prêmio                    | Categoria                            | Resultado |
| ---- | ------------------------- | ------------------------------------ | --------- |
| 2014 | On Air with Ryan Seacrest | Música do Ano                        | Venceu    |
| 2014 | VEVO Certified Awards     | 100,000,000 milhões de visualizações | Venceu    |
| 2015 | Radio Disney Music Awards | Best Breakup Song                    | Venceu    |
| 2015 | Teen Choice Awards        | Choice Break-Up Song                 | Indicado  |

### Certificações
| País (Empresa)             | Certificação | Vendas    |
| -------------------------- | ------------ | --------- |
| Canadá (Music Canada)      | Platina      | 80,000    |
| Dinamarca (IFPI Dinamarca) | Ouro         | 40,000    |
| Estados Unidos (RIAA)      | Platina      | 1,400,000 |
| Suécia (GLF)               | Ouro         | 20,000    |

## Desempenho nas paradas musicais
A canção teve sua estreia na 25° posição da Billboard Hot 100, já superando Slow Down, single anterior de Gomez, na semana seguinte foi para 26° posição, já na sua terceira semana no chart alcançou a 20° posição, sendo a segunda música da carreira de Gomez a entrar no top 20. Na sua quarta semana no chart, pulou da 20° posição para a 6°, alcançando a posição de Come & Get It, que era até então a única canção de Gomez que conseguiu entrar no top 10.

### Posições
| Tabela musical (2014)                          | Melhor posição |
| ---------------------------------------------- | -------------- |
| Austrália (ARIA)                               | 33             |
| O campo songid é OBRIGATÓRIO PARA PARADA ALEMÃ | 53             |
| Áustria (Ö3 Austria Top 75)                    | 48             |
| Bélgica (Ultratop 50 de Flandres)              | 33             |
| Bélgica (Ultratop 50 da Valônia)               | 23             |
| Canadá (Canadian Hot 100)                      | 6              |
| Dinamarca (Hitlisten)                          | 9              |
| Eslováquia (IFPI Slovenská Republika)          | 40             |
| Espanha (PROMUSICAE)                           | 23             |
| Estados Unidos (Billboard Hot 100)             | 6              |
| Estados Unidos (Billboard Mainstream Top 40)   | 8              |
| Estados Unidos (Adult Pop Songs)               | 18             |
| França (SNEP)                                  | 30             |
| Grécia (Greece Digital Songs)                  | 6              |
| Hungria (Single Top 40)                        | 13             |
| Irlanda (IRMA)                                 | 60             |
| Países Baixos (Single Top 100)                 | 62             |
| Nova Zelândia (Recorded Music NZ)              | 19             |
| Noruega (VG-lista)                             | 13             |
| Chéquia (IFPI Česká Republika)                 | 39             |
| Suécia (Sverigetopplistan)                     | 53             |
| Suíça (Schweizer Hitparade)                    | 52             |